# Boxted (Essex)
Boxted è un villaggio e parrocchia civile dell'Inghilterra, appartenente alla contea dell'Essex.